# Liste der Naturdenkmale in Merxheim (Nahe)
Die Liste der Naturdenkmale in Merxheim nennt die im Gemeindegebiet von Merxheim ausgewiesenen Naturdenkmale (Stand 7. März 2024).

## Naturdenkmale
| Nr.         | Bezeichnung            | Lage                                        | Beschreibung  | Bild                                    |
| ----------- | ---------------------- | ------------------------------------------- | ------------- | --------------------------------------- |
| ND-7133-387 | Eibe von Merxheim      | Hauptstraße, auf dem Friedhof Lage          | Taxus baccata | Direkt Bild zu diesem Denkmal hochladen |
| ND-7133-443 | Eiche „Vor Reidschied“ | südlich des Ortes; Flur Vor Reidschied Lage | Quercus robur | Direkt Bild zu diesem Denkmal hochladen |